# Pierre Brochand
Pierre Brochand (Cannes, 4 de julho de 1941) é um diplomata francês. É ex-diretor da Direction Générale de la Sécurité Extérieure (DGSE). Foi testemunha da Operação Vento Constante e da Queda de Saigon em abril de 1975 no final da Guerra do Vietname.
Foi aluno da École nationale d'administration (ENA), e também da Escola de Altos Estudos Comerciais de Paris (HEC).
Ao longo da carreira foi funcionário da administração central francesa (1968–1971), primeiro-secretário em Saigão (1971–1973), conselheiro em Saigão (1973–1975), conselheiro em Bangkok (1975–1979), cônsul geral em San Francisco (1979–1982), diretor delagado para Ásia e Oceania (1982–1985). Foi depois representante permanente da França junto das Nações Unidas (1985–1989), embaixador na Hungria (1989–1993), embaixador em Israel (1993–1995), diretor-geral para a cultura, ciência e tecnologia (1995–1998), assessor diplomático do governo, embaixador em Portugal (1998–2002) e diretor da DGSE (2002-2008)